# هیکری ولی (تنسی)
هیکری ولی(به انگلیسی: Hickory Valley) شهری در ایالت تنسی کشور ایالات متحده آمریکا است که جمعیت آن در سرشماری سال ۲۰۱۰ میلادی، ۹۹ نفر بوده‌است.